# Squeeze (musikalbum)
Squeeze är The Velvet Undergrounds femte och sista studioalbum. Det gavs ut 1973 och ingen av bandets originalmedlemmar medverkar på albumet.
Efter att de övriga bandmedlemmarna lämnat bandet spelade den tidigare basisten Doug Yule in albumet på egen hand, tillsammans med trummisen Ian Paice (från Deep Purple). Albumet fick ett mycket dåligt mottagande, både från kritiker och fans. Ofta räknas det inte som ett "riktigt" VU-album, utan ses mest som ett försök att tjäna lite extra pengar på bandets goda namn. Skivan sålde dåligt och är idag sällsynt.

## Låtlista
Samtliga låtar skrivna av Doug Yule.
Sida ett
1. "Little Jack" - 3:25
2. "Crash" - 1:21
3. "Caroline" - 2:34
4. "Mean Old Man" - 2:52
5. "Dopey Joe" - 3:06
6. "Wordless" - 3:00

Sida två
1. "She'll Make You Cry" - 2:43
2. "Friends" - 2:37
3. "Send No Letter" - 3:11
4. "Jack & Jane" - 2:53
5. "Louise" - 5:43